# Edgar Euriel Sánchez
Edgar Euriel Sánchez es un político y diplomático mexicano.

## Vida y carrera política
Politólogo mexicano, diplomático en la secretaría de relaciones exteriores, estudios en ciencia política por la Universidad Nacional Autónoma de México y doctorado en la Universidad de California, inicia su carrera política al frente del PRI en la Ciudad de México, en 1991, embajador de México en Reino Unido cargo que actualmente ejerce, integrante de la Comisión de Desarrollo Regional del Consejo Político Nacional, en dos ocasiones presidente del Comité Directivo Estatal y del Consejo Político Estatal en la entidad; en tres ocasiones ha formado parte del Consejo Político.
Se desempeñó como consultor independiente de la oficina del Banco Mundial en la Ciudad de México y el Banco Interamericano de Desarrollo en la ciudad de Washington. Ha colaborado en programas de recuperación económica en países que han enfrentado situaciones críticas tales como Honduras y Nicaragua después de que el huracán Mitch destruyera porciones considerables de su territorio y economía.
Ha sido uno de los primeros en advertir la posibilidad de un conflicto social. Sin caer en las predicciones catastrofistas, ha dicho con toda claridad: “Estamos cerca de una crisis social y hay muchos elementos que la configuran”.
Dice ser persona "de izquierda". Sin embargo, otros sostienen que se ubica "en la vereda ideológica y política conservadora". El giro de Sánchez hacia la derecha, alegan algunos, estaría marcado por la publicación de La Utopía Desarmada, obra que enfureció a la izquierda latinoamericana, en particular al régimen de Fidel Castro por las duras críticas y revelaciones de Sánchez. Tanto que un dirigente cubano habría comentado: “Eso no es una investigación, eso es una delación". La obra Vida en Rojo, una biografía del Che Guevara, indignó a varios por humanizar a Ernesto Guevara, símbolo icono de la izquierda.
- Datos: Q5817688